# Петах-Тиква
Пе́тах-Тиква́ (ивр. פֶּתַח תִּקְוָה‎, ивр. פתח תקווה‎ «Врата надежды») — один из крупнейших израильских городов, относящийся к агломерации Гуш-Дан, расположен примерно в 10 км к востоку от Тель-Авива. Административно относится к Центральному административному округу.
Площадь — 39 квадратных километров.

## История

### Ранние поселения
На месте нынешнего города были найдены следы стоянок бронзового века.
В персидскую, римскую и византийскую эпохи существовали поселения на Хирбет-а-Саида, Тель-Мулаббис и Саира. На Тель-Мулаббис также были обнаружены фрагменты зданий эпохи крестоносцев.
Позже на этих местах были основаны арабские деревни Мулаббис и Феджа. Жители Феджи покинули деревню в мае 1948 года, во время израильской войны за независимость.

### Османская эпоха
Название поселения — «врата надежды» в переводе с иврита — взято из книги пророка Осии: «И дам ей оттуда виноградники ее и долину Ахор, в преддверие надежды»Ос. 2:15. Основан как сельскохозяйственное поселение группой религиозных евреев из Иерусалима. Их первоначальная попытка основать подобное поселение возле Иерихона не удалась из-за препятствий, чинимых турецкими властями. Тогда в 1878 году они купили у яффского араба-христианина Салима Касара участок в 340 га у истоков реки Яркон, в заболоченной местности, близ арабской деревни Мулаббис, положив таким образом начало первому еврейскому сельскохозяйственному поселению в новое время (мошава Рош Пина была основана на три недели раньше, но под иным названием). Позднее его стали образно называть «Эм ха-Мошавот», (ивр. אם המושבות‎) — «мать мошавот» — словом «мошава» (в отличие от «мошав») назывались первые поселения сионистов, некоторые из которых позже стали крупными городами.
Основатели вырыли на приобретённых землях первый колодец и символически по очереди распахали землю. Новому поселению было выбрано название «Петах-Тиква», так как они идентифицировали эту местность с библейской долиной Ахор. Всего первых поселенцев было немногим более 10 человек, они жили вместе в небольшом домике, а на выходные возвращались к своим семьям в Иерусалим и Яффо. В первый же год они отбили нападение живших неподалёку арабов.
Основатели Петах-Тиквы, среди которых были И. Саломон, И. Штампфер, Э. Рааб и Д. Гутман, сумели привлечь новых поселенцев, однако вскоре начались сложности, разразилась эпидемия малярии, первый урожай был низким. В 1881 году, из-за наступления шмиты, жители покинули поселение и на время вернулись в Иерусалим и Яфо. В 1882 г., когда в Петах-Тикве насчитывалось 10 домов и 66 жителей, малярия вынудила поселенцев переселиться в деревню Яхудия (ныне Йехуд), хотя свои земли они продолжали обрабатывать. В 1883 г. члены движения Билу заложили поселение на участке несколько дальше от берега Яркона. К ним присоединились члены Ховевей Цион из Белостока. В последующие два года большинство поселенцев вернулись в Петах-Тикву. В 1886 на жителей напали соседи-арабы, утверждавшие, что поля принадлежат им; в результате пострадали посевы. Благодаря помощи Ховевей Цион были построены первые две улицы (сегодня — улицы Пинскер и Ховевей Цион).
В 1888 году барон Ротшильд принял под своё покровительство около половины семей Петах-Тиквы. Благодаря его помощи были осушены болота, построены школа, синагога, винодельня. Управление мошавой перешло от местного совета к администрации барона. По совету его агрономов, поселенцы занялись виноделием и садоводством. Благодаря финансовой помощи и возросшей экономической активности, Петах-Тиква выросла в небольшой городок, четверть населения которого не занималось сельским хозяйством.
В 1891 г. в Петах-Тикве насчитывалось 464 жителя, а в 1900 г. — 800.
Со временем между жителями и администрацией возникла напряженность; кризис виноделия в конце XIX века привёл к нерентабельности виноградников. Вместо них стали сажать миндаль и цитрусовые, за несколько лет Петах-Тиква стала лидером в этой области. В 1900 г. Ротшильд передал поселение Еврейскому колонизационному обществу. После недолгого кризиса мошава вновь стала процветать.
Нападения арабов вынудили поселенцев создать отряд самообороны (первый в стране), во главе которого встал А. Шапира.
В начале XX века, с прибытием второй алии, мошава превратилась в центр формирования израильского рабочего движения; здесь в 1905 г. была заложена основа будущей партии Ха-Поэль ха-Цаир (ивр. הפועל הצעיר‎). Из-за разногласий и отличий в образе жизни между религиозными жителями города и новоприбывшими рабочими в 1908 году к востоку от Петах-Тиквы при содействии Еврейского Фонда и одесского комитета был основан первый в Палестине рабочий мошав — Эйн-Ганим. Также в 1910-е годы в городе осело множество евреев, прибывших из Йемена, которые построили к югу от мошавы посёлок Нахалат-Йехуда.
Накануне Первой мировой войны население мошавы достигло около 3800 человек, в сельском хозяйстве работало более 4000 наёмных работников. В Первую мировую войну экономика Петах-Тиквы сильно пострадала от прекращения морских перевозок. После вступления в войну Османской империи к этому добавилась конфискация имущества властями. Жители были призваны на военную службу и принудительные работы. Кроме того, в 1915 году посадки сильно пострадали от налёта саранчи. В 1917 году туда прибыли жители Тель-Авива, бежавшие от военных действий, но вскоре все были принудительно эвакуированы и из Петах-Тиквы.

### Британский мандат
После Первой мировой войны в мошаве поселилось много новых репатриантов, и через четыре года численность населения достигла довоенного уровня. В 1919 году в Петах-Тикве была основана партия Ахдут ха-Авода (Тнуа ле-ахдут ха-‘авода), позже объединившаяся с партией Ха-Поэль ха-Цаир, образовав партию МАПАЙ.
В мае 1921 года британские войска отбили атаку арабской банды на мошаву, но четверо жителей были убиты. В 1922 Петах-Тиква получила статус местного совета. В том же году железная дорога соединила её со станцией Рош-ха-Аин.
Петах-Тиква оставалась преимущественно религиозным поселением до начала 1920-х годов, когда с третьей алиёй в ней поселилось много рабочих. В 1920-х и 1930-х годах выращивание цитрусовых вновь стало прибыльным. Петах-Тиква процветала и превратилась в центр услуг для окружающих посёлков. Кроме того, продолжалась индустриализация и урбанизация, в 1928 году была проложена дорога в Тель-Авив, в 1934 году основана первая промзона, Кирьят-Арье.
В 1930-х гг. здесь находилась штаб-квартира Хаганы. В 1930 г. в Петах-Тикве проживало 8,8 тыс. человек, а в 1937 г. — 11 тыс. В 1937 г. Петах-Тиква получила статус города. Тогда же началось быстрое развитие промышленности, в первую очередь — предприятий по переработке сельскохозяйственной продукции. Количество заводов и мастерских увеличилось с 6 в 1924 году до 36 в 1937 году.
Урбанизацию ускорили очередной кризис садоводства во время Второй мировой войны, близость к Тель-Авиву и дороговизна земли в центре страны.
В это время город быстро рос, в него вливались соседние поселения (Махане-Йехуда, Эйн-Ганним, Кфар-Ганним, Кфар-Авраам и другие).

### В составе государства Израиль
После основания государства Израиль в 1948 г. рост города ещё более ускорился благодаря притоку репатриантов (22 тысячи жителей в 1948 году, 46 тысяч жителей в 1956 г., 70 тыс. в 1963 г., 115 тыс. в 1978 г.). Если в 1948 году в городе было 80 заводов и мастерских, в 1950—200. При этом, до конца 1940-х Петах-Тиква оставалась крупнейшим поставщиком цитрусовых в Израиле.
В 1952 году в черту города включено поселение Кфар-Авраам.
В 90-е годы XX века в ряды жителей Петах-Тиквы влилось около 23 000 репатриантов, в основном из стран бывшего Советского Союза. Были созданы новые предприятия (металлообрабатывающие, химические, текстильные, пищевые и другие). В городе продолжают развиваться промышленность и сфера услуг.

## Здравоохранение
В городе действует один из крупнейших в стране Медицинский центр имени Ицхака Рабина, состоящий из больниц «Бейлинсон», «ха-Шарон», «Геха», а также детского медицинского центра им. Шнайдера; они обслуживают не только жителей города. Кроме того, в городе расположены больница «Рамат Марпе» и гериатрическая больница «Бейт Ривка».
В Петах-Тикве действуют отделения всех больничных касс Израиля — Клалит (обслуживает более 50 % населения города), Маккаби (обслуживает около трети населения), Меухедет и Леумит.

## Учреждения и достопримечательности
В Петах-Тикве есть мемориальный центр «Яд ле-баним», посвященный памяти жителей города, павших при обороне государства Израиль (первый подобный мемориал в Израиле). В том же здании расположен музей истории города, а также представлены археологические находки. Рядом расположен небольшой зоологический парк с интересной коллекцией пернатых.

## Экономика
В Петах-Тикве расположены три из крупнейших промышленных зон Израиля — Сгула, Кирьят-Арье и Рамат-Сив. В городе низкий уровень безработицы, по сравнению с другими городами Израиля.
В промзоне Сгула, расположенной на восточном въезде в Петах-Тикву, расположена тяжёлая промышленность и торговые центры. Промзона Кирьят-Арье расположена у северного въезда и занимает площадь 50 км². Там расположена тяжёлая промышленность, включая металообрабатывающие заводы, и предприятия высоких технологий. В промзоне Рамат-Сив, на южном въезде в город, в основном находятся предприятия высоких технологий и магазины.
Несмотря на процессы урбанизации и индустриализации, в 2000 году около трети муниципальной территории занимали сельскохозяйственные земли.
В 2015 году в городе было зарегистрировано 85 530 транспортных средств, из них 70 605 — частные.

## Население
По данным Центрального статистического бюро Израиля, население на начало 2020 года составляло 247 956 человек.
В 2018 году евреи составляли 91,8 % населения. 18,6 % населения — репатрианты, приехавшие после 1990 года (2018 год); 87,5 % жителей-репатриантов родились в СССР (2016 год). Естественный прирост населения составляет 1,6 %. 75,5 % выпускников школ получили аттестат зрелости, 30,9 % населения имеют свидетельство о высшем образовании. Средняя зарплата на 2017 год составила 10 ,560 шекелей.Среднемесячная заработная плата работника в 2019 году составила 9998 шекелей (в среднем по стране: 9745 шекелей).
В 2016/17 учебном году в городе насчитывалось 41 006 школьников. В городе есть 526 детских садов, 59 начальных школ и 51 — средних и старших.
На 2016 год в городе действуют 308 синагог, из них 106 — ашкеназские; работают 8 микве.
Динамика численности населения города:

## Города-побратимы
У Петах-Тиквы есть 11 городов-побратимов:
- Чикаго (англ. Chicago), Иллинойс, США (1994)[21]
- Кобленц (нем. Koblenz), Германия (2000)
- Чернигов (укр. Чернігів), Украина[22]
- Черкассы (укр. Черкаси), Украина
- Бакэу (рум. Bacău), Румыния[23]
- Гюмри (арм. Գյումրի), Армения
- Трондхейм (норв. Trondheim), Норвегия
- Лас-Кондес (исп. Las Condes), Чили
- Мендзыжец-Подляски (пол. Międzyrzec Podlaski), Польша